# La blusa a rayas
La blusa a rayas o Mujer con vestido de rayas es un cuadro creado por el pintor francés Édouard Vuillard en 1895. En formato vertical, este óleo sobre lienzo es una escena de género que representa de medio cuerpo a dos mujeres preparando jarrones de flores, una de ellas a la izquierda de perfil con una blusa a rayas blancas y granates parada delante de la otra que mira las flores más de tres cuartos, vestida de rojo burdeos. A la moda, llevan el cabello recogido y las prendas son de cuello alto y mangas jamón. Las tonalidades de estas, las flores y el fondo de papel pintado crean un mosaico abigarrado de rojos, verdes, amarillo dorado y blanco marfil. Encargada por Thadée Natanson y su esposa Misia, la obra se conserva desde 1983 en la Galería Nacional de Arte, en Washington, Estados Unidos.